# Chimki
Chimki (in russo Химки?, pron.: [ˈximki]) è una città (256 684 abitanti) della Russia europea situata nell'oblast' di Mosca, a nord-ovest della capitale, sulle rive del canale di Mosca.

## Storia
La città fu fondata nel 1850 attorno ad una stazione ferroviaria con lo stesso nome, sulla tratta San Pietroburgo-Mosca. Lo status di città le viene conferito nel 1939. Attualmente Chimki è direttamente adiacente al territorio della capitale russa.
Il fronte della seconda guerra mondiale si spinse fino a Chimki. Il punto di massima avanzata è oggi indicato da un monumento consistente in tre giganteschi cavalli di Frisia, visibili dall'autostrada che la collega alla capitale.
Dopo la seconda guerra mondiale Chimki divenne sede di numerosi centri di sviluppo aerospaziale sovietici, principale occupazione per la maggior parte della popolazione. Per tale ragione Chimki era irraggiungibile per tutti gli stranieri che visitassero l'URSS, malgrado la sua collocazione sulla ferrovia per Mosca e il suo aeroporto internazionale. Alcuni centri aerospaziali situati a Chimki fanno tuttora parte di programmi della Stazione spaziale internazionale.
Negli ultimi decenni la popolazione di Chimki ha continuato a crescere rapidamente per via della costruzione di molti palazzi residenziali, essendo la città situata nell'area di Mosca, densamente popolata e in cerca di nuovi suoli edificatori in cui espandersi.
La città è molto attiva nel commercio in virtù della collocazione nei pressi della capitale e grazie alla presenza di uno dei maggiori aeroporti della zona, lo Šeremet'evo. È anche sede di una delle due catene di grandi magazzini più grandi della Russia, comprendente l'Auchan e l'Ikea.

## Società

### Evoluzione demografica
Fonte: mojgorod.ru
| 1926  | 1939   | 1959   | 1970   | 1979    | 1989    | 2002    | 2007    | 2015    | 2024    |
| ----- | ------ | ------ | ------ | ------- | ------- | ------- | ------- | ------- | ------- |
| 2 900 | 23 100 | 47 800 | 86 600 | 111 900 | 132 902 | 141 000 | 181 000 | 232 100 | 256 684 |

## Sport
In città hanno sede la squadra di basket Basketbol'nyj klub Chimki e la squadra di calcio Futbol'nyj Klub Chimki.

## Galleria d'immagini

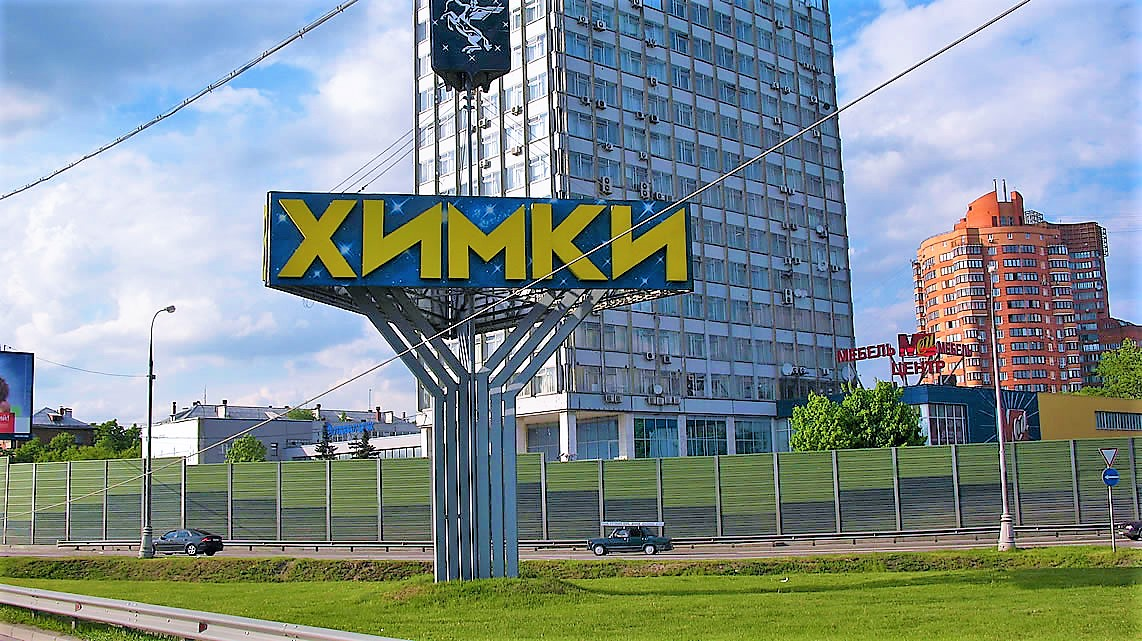
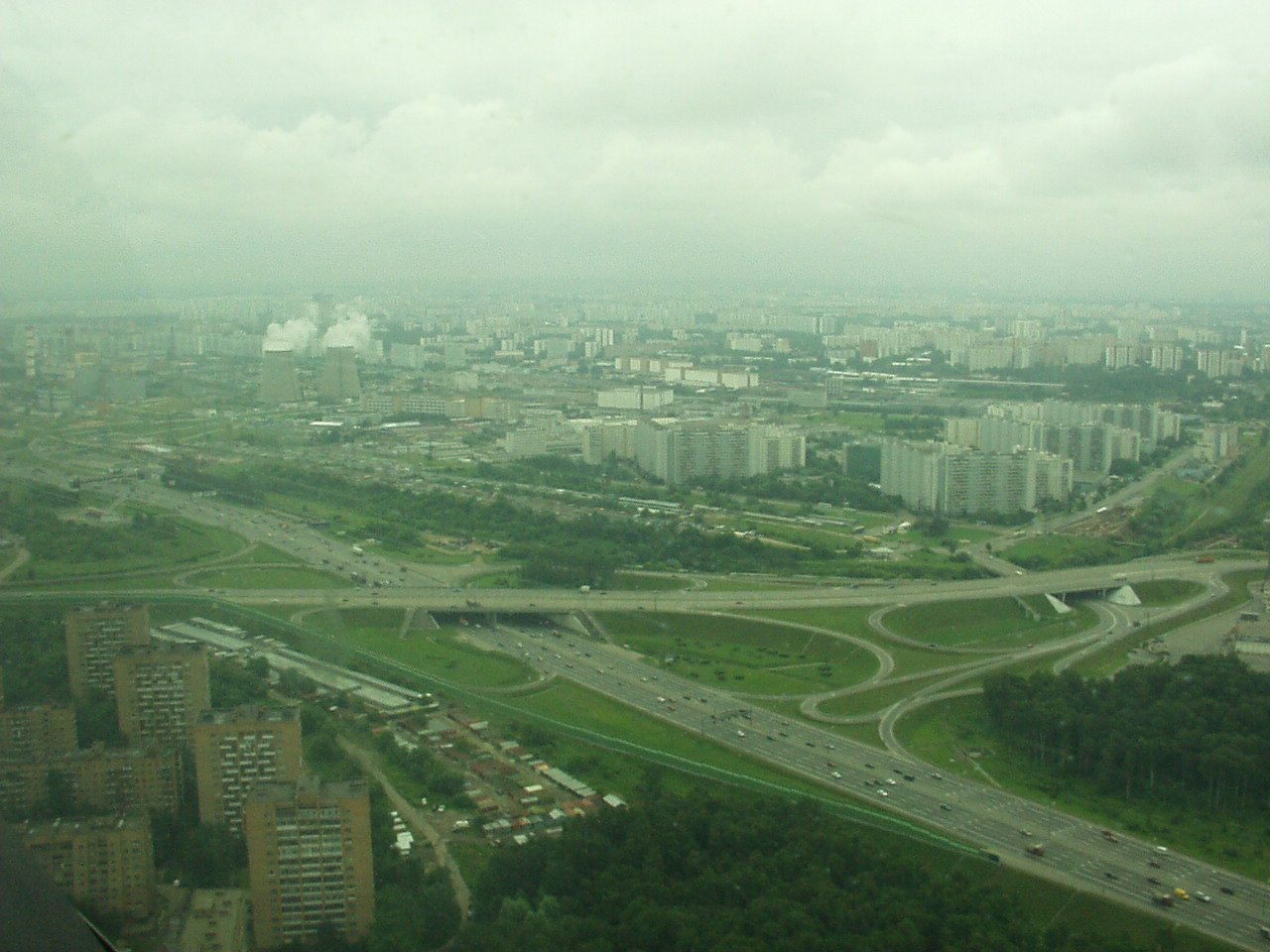
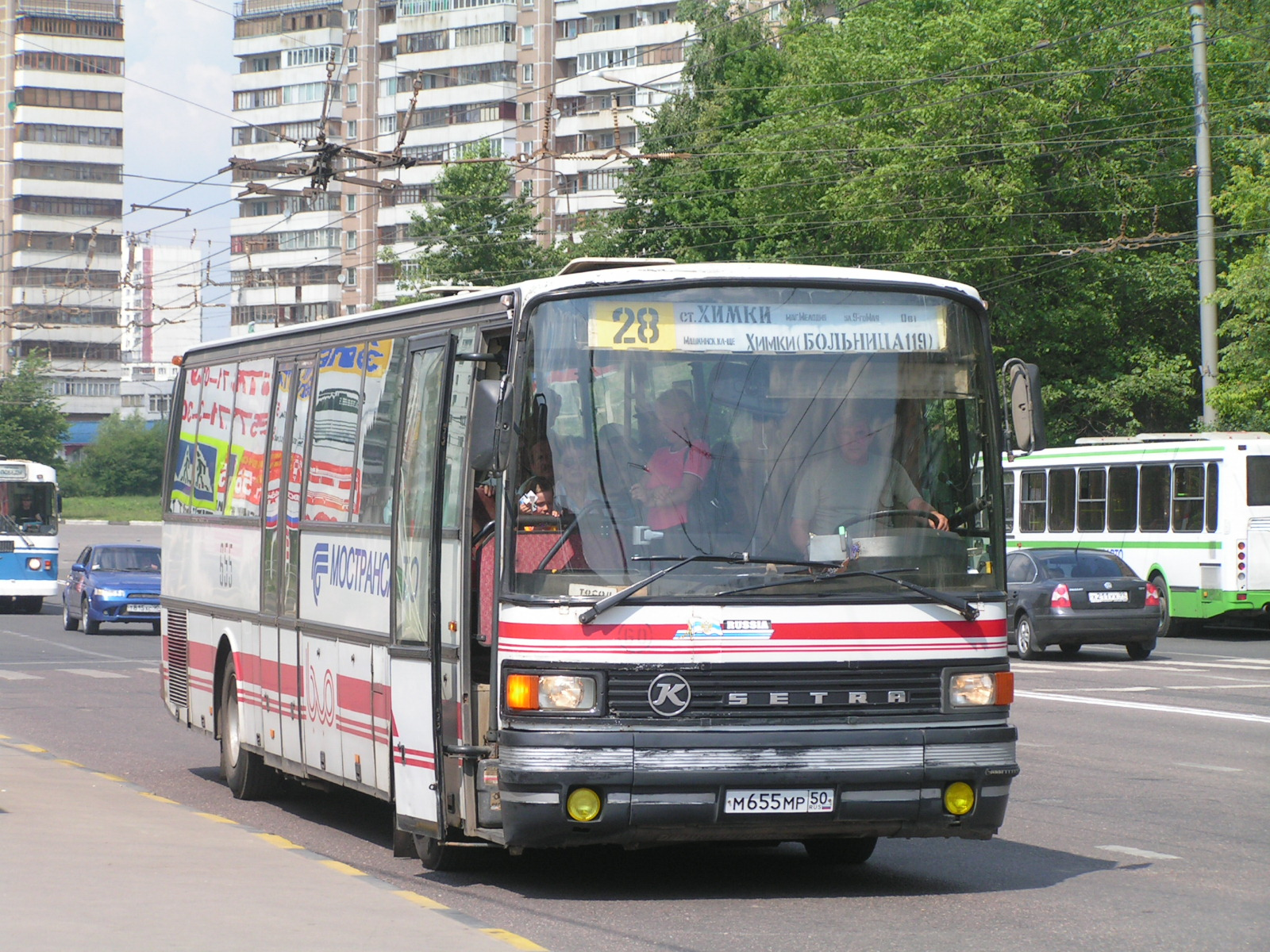
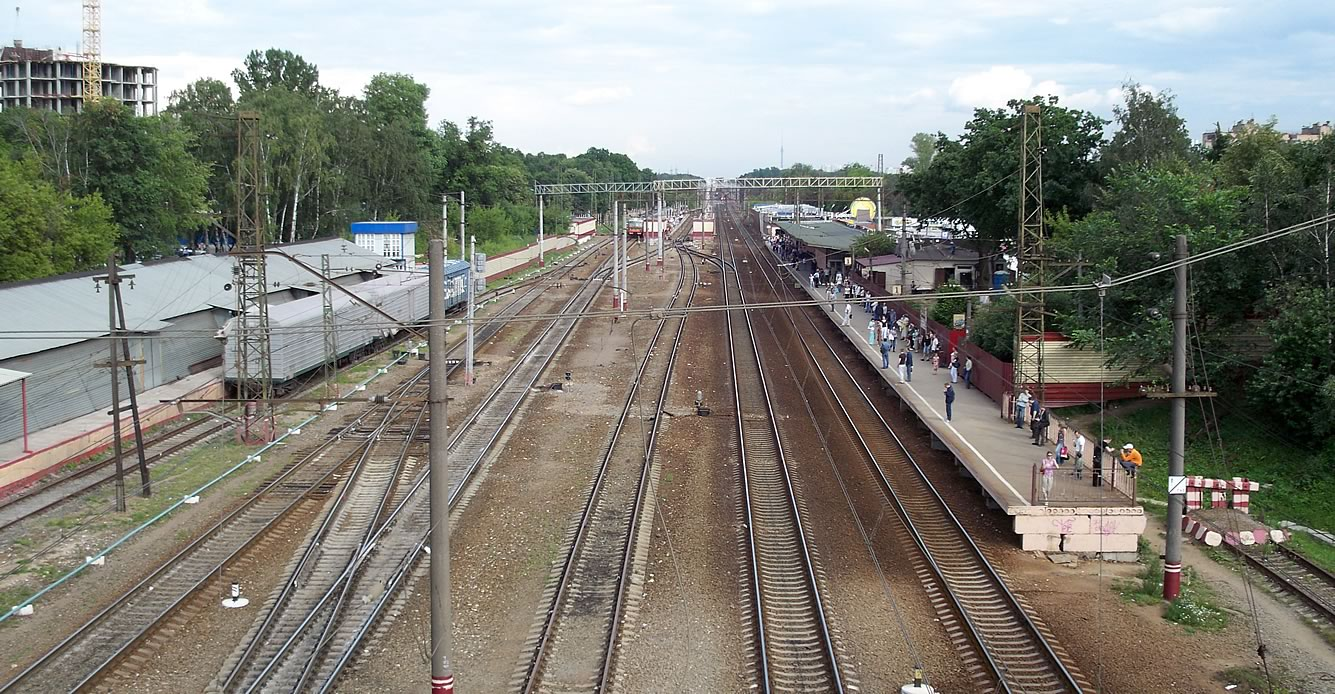